# Bertinoro

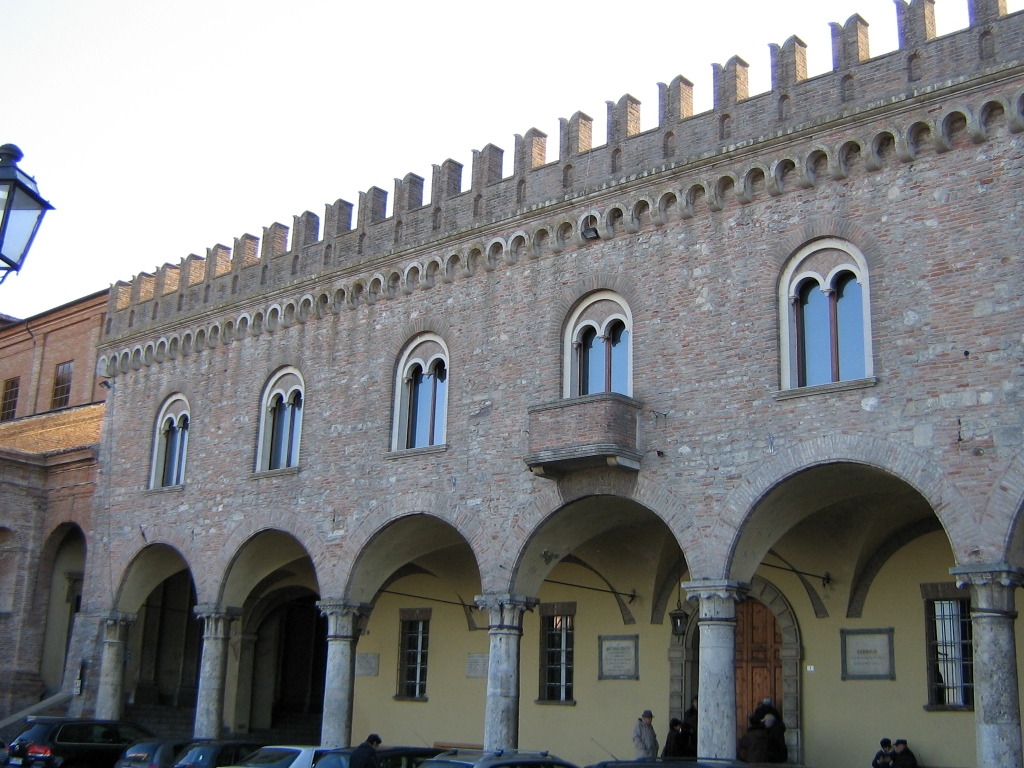
Palazzo Ordelaffi.

Bertinoro là một đô thị (comune) ở tỉnh Forlì-Cesena, vùng Emilia-Romagna của Ý. Đô thị Bertinoro có diện tích km2, dân số thời điểm 31 tháng 5 năm 2005 là 9485 người. Thị trấn nằm trên một ngọn đồi, đồiCesubeo, ở Romagna, cách Via Emilia vài cây số.